# الانتفاضات النسائية
الانتفاضات النسائية هي احتجاجات جماهيرية قادتها النساء كنوع من أعمال المقاومة أو التمرد، في تحدٍ لحكومة مشكلة، ويكون الاحتجاج بيانًا أو عملًا للتعبير عن استنكار واعتراض على السلطة؛ للتأثير على الرأي العام أو سياسة الحكومة. تتراوح الاحتجاجات بين أعمال شغب من أجل الطعام في القرى ضد الضرائب المفروضة، إلى الاحتجاجات التي استهلت الثورة الروسية.
أُعدت بعض المظاهرات الجماهيرية بقيادة نسائية بشكل متعمد للتأكيد على الجندر (أو الدور الجندري) للمنظِمات والمشارِكات، مثلًا أكدت «منظمة أمهات ميدان مايو» على دورهن العام كأمهات، من خلال السير مرتديات غطاء رأس أبيض يرمز إلى حفاضات أطفالهن المفقودين. وفي سياقٍ أخر، قد تتجرد نساء من ملابسهن للفت الانتباه إلى قضيتهن، أو لإذلال من يتظاهرن ضدهم أو لإخافتهم. 

## بوديكا
بوديكا، وتُعرف أيضًا باسم بواديكيا، وبالويلزية تُعرف باسم بودوغ. كانت ملكة لقبيلة إيسيني الكلتية البريطانية، وقد قادت انتفاضة ضد قوات الإمبراطورية الرومانية الغازية في عام 60 أو 61 بعد الميلاد. ماتت بعد فترة وجيزة من فشل انتفاضتها، وقيل إنها سممت نفسها. وتعتبر بطلة شعبية بريطانية.

## أعمال الشغب من أجل الطعام
أكدت مقالة إي بّي تومبسون الكلاسيكية «الاقتصاد الأخلاقي للجماهير الإنجليزية في القرن الثامن عشر» على دور المرأة في العديد من أعمال الشغب من أجل الطعام. وقال إن المشاركين في أعمال الشغب أصروا على فكرة وجود مجتمع أخلاقي ملزم بإطعامهم وأسرهم. وقد كتب أحد المعلقين المعاصرين: «النساء أكثر ميلًا إلى التمرد. وفي جميع الاضطرابات العامة تتقدم النساء على الجميع في العنف والشراسة».
جادل جون بوهستيدت لاحقًا بأن تومبسون بالغ في دور المرأة في أعمال الشغب من أجل الطعام. رد تومبسون برفض انتقادات بوهستيدت بقوة. لن تُعرف أبدًا النسبة الدقيقة لمشاركة النساء في أعمال الشغب من أجل الطعام في القرن الثامن عشر، ولكن يبدو، على الأقل، أن النساء قادت بعض أعمال الشغب المهمة أو بدأتها، وشاركت في العديد من أعمال الشغب الأخرى. شاركت النساء بشكل كامل في أعمال الشغب من أجل الطعام أكثر من مشاركتهن في أعمال الشغب السابقة ضد التجنيد عام 1747، وفيها دافعن عن مصلحة المجتمع وفرضن الأخلاق المجتمعية. فتحت أعمال الشغب التي اندلعت ضمن الثورة والمقاومة فرصًا أمام النساء للعمل السياسي كمؤثرات اجتماعيًا واقتصاديًا، وليس فقط كزوجات أو كأمهات. ويشير تومبسون إلى أن إصرار المرأة الجديد لإثبات نفسها كان له علاقة بإضعاف السيطرة الأبوية على المرأة مع تراجع الإقطاعية وتوسع علاقات السوق.
شارك الرجال والنساء في أعمال شغب من أجل الطعام في أيرلندا وبلجيكا وهولندا وألمانيا (إذ زعمت التقارير المعاصرة أن النساء بدأن العديد من أعمال الشغب). كانت أعمال الشغب ضد الضريبة في هولندا في القرنين السابع عشر والثامن عشر أكثر عنفًا في كثير من الأحيان لكون المشاركين ينتمون إلى كل من الطبقات الدنيا والمتوسطة الدنيا، في حين أن أعمال الشغب من أجل الطعام اجتذبت مشاركين ينتمون إلى الطبقة الدنيا فقط. وفي القرنين السابع عشر والثامن عشر، في آخر 26 حالة من أعمال الشغب و50 مظاهرة شاركت فيها نساء، كان هناك 10 منها تحت قيادة نسائية رئيسية. عملت النساء في الطبخ وشراء المواد الغذائية لأسرهن؛ لذلك، كُن أول الأطراف التي واجهت ندرة الطعام وارتفاع الأسعار. بتلك المهام تحكمت النساء بالكثير من أموال الأسرة. ويرجع سبب آخر لمشاركتهن إلى حقيقة أن أعمال الشغب من أجل الطعام كانت تبدأ عادة في الأسواق بالقرب من المتاجر والمطاحن، وهو المكان الذي تتجمع فيه النساء أكثر من غيرهن. وقد سُجلت واحدة من أبرز أعمال الشغب الضريبية في عام 1616 باسم «ثورة النساء في دلفت». وبدأت النساء أيضًا ما يقرب من ثلث أعمال الشغب من أجل الطعام أثناء الثورة الأمريكية، على الرغم من حقيقة أن النساء استبعدن من التصويت، وكُن غير مؤهلات للعمل ضمن هيئات المحلفين في المحاكم، وكُن عاجزات سياسيًا بشكل أساسي بسبب وضعهن كتابعات. ما أحدث الفرق أن الأمريكيين كانوا يعرفون أن النساء احتللن مكانة بارزة في أعمال الشغب من أجل الطعام في إنجلترا وأوروبا، بالإضافة إلى أن اطلاع المرأة الأمريكية في حياتها اليومية خلال الفترة الاستعمارية على أفكار المساواة والتعامل مع الجوار والعمل الخيري أحدث فرقًا أيضًا. سارعت قرابة 100 امرأة للمشاركة في مسيرة «شغب نسائي» ونزلن إلى الشوارع في يوليو عام 1777 مصرات على حقهن في فرض التبادل المنصف.
شكلت النساء معظم المشاركين (ومنظمي) العديد من أعمال الشغب من أجل الطعام التي اندلعت في أمريكا الشمالية خلال أوائل القرن العشرين. وتستمر النساء في لعب دور بارز في العديد من أعمال الشغب من أجل الطعام - مثلًا، في عام 2008 احتجت أكثر من 1000 امرأة على استجابة حكومة بيرو لارتفاع أسعار المواد الغذائية.

## انتفاضات للمطالبة بحق التصويت للمرأة
خلال أوائل القرن العشرين، أصبحت الاحتجاجات النسائية من أجل حق التصويت متشددة بشكل خاص في بريطانيا. كان العديد من المنظمين الأساسيين للاحتجاجات الجماهيرية من النساء. تضمنت الاستراتيجيات التي استخدمها المتظاهرون المظاهرات الجماهيرية والحرق المتعمد وكسر النوافذ على نطاق واسع ومحاولات اقتحام كل من مجلس النواب وقصر بكنغهام. وبعد اندلاع الحرب العالمية الأولى في عام 1914، علقت حركة حق التصويت للمرأة السائدة احتجاجاتها من أجل التركيز على المجهود الحربي.